# Nicky Hayden
Nicholas Patrick Hayden (sinh ngày 30 tháng 7 năm 1981, mất ngày 22 tháng 5 năm 2017) là một cố tay đua mô tô người Mỹ, từng vô địch giải đua xe MotoGP năm 2006. Nicky Hayden sinh ra ở bang Kentucky nên có biệt danh là "The Kentucky Kid".
Ngày 22 tháng 5 năm 2017, Nicky Hayden qua đời do bị tai nạn giao thông ở Rimini, Italia. Sau đó ban tổ chức MotoGP đã tôn vinh Hayden bằng cách treo vĩnh viễn số xe 69 mà anh thường sử dụng trong sự nghiệp đua xe.

## Sự nghiệp
Cuối năm 2002 Nicky Hayden bất ngờ được đội đua Repsol Honda tuyển mộ thi đấu thể thức MotoGP. Những năm trước đó Hayden chỉ thi đấu ở các giải đua ở Mỹ và cũng chỉ đạt được một số thành tích tương đối.
Ở mùa giải MotoGP đầu tiên của mình là mùa giải 2003, Nicky Hayden làm đồng đội với tay đua mạnh nhất thời điểm đó là Valentino Rossi. Anh giành được 2 podium ở các chặng đua cuối mùa giải ở Nhật và Úc. Mùa giải tiếp theo 2004 Hayden tiếp tục giành được 2 podium, lần này là ở 2 chặng đua liên tiếp vào giữa mùa giải ở Brazil và Đức. Nhưng phong độ của Hayden bị chững lại do anh gặp chấn thương khi đang tập luyện, phải nghỉ thi đấu chặng đua ở Bồ Đào Nha.
Giai đoạn 2005-2006 Nicky Hayden vươn lên đỉnh cao sự nghiệp. Anh đã giành được pole đầu tiên và chiến thắng đầu tiên ở chặng đua sân nhà Mỹ năm 2005. Đặc biệt là ở mùa giải MotoGP 2006, Nicky Hayden đã tận dụng tối đa sự không ổn định của Valentino Rossi và các đối thủ khác để giành được chức vô địch MotoGP đầu tiên và duy nhất trong sự nghiệp. Đây là một trong những chức vô địch bất ngờ nhất trong lịch sử MotoGP bởi mùa giải này Hayden chỉ giành được 2 chiến thắng ở Hà Lan và Mỹ, không chỉ ít hơn nhiều so với Rossi (5 chiến thắng) mà còn ít hơn một vài tay đua khác như Loris Capirossi và Marco Melandri (cùng có 3 chiến thắng).
Những mùa giải sau đó thì Hayden không giành thêm được chiến thắng nào, kết quả cũng ngày càng đi xuống. Năm 2009 anh chuyển sang đội đua Ducati và thi đấu cho đội đua này trong 4 mùa giải.

## Thống kê thành tích

### Ở giải đua MotoGP

#### Theo mùa giải
| Mùa giải  | Giải đua | Xe              | Đội đua              | Số chặng | Chiến thắng | Podium | Pole | FLap | Điểm | Xếp hạng | Vô địch |
| --------- | -------- | --------------- | -------------------- | -------- | ----------- | ------ | ---- | ---- | ---- | -------- | ------- |
| 2003      | MotoGP   | Honda RC211V    | Repsol Honda Team    | 16       | 0           | 2      | 0    | 0    | 130  | 5th      | –       |
| 2004      | MotoGP   | Honda RC211V    | Repsol Honda Team    | 15       | 0           | 2      | 0    | 0    | 117  | 8th      | –       |
| 2005      | MotoGP   | Honda RC211V    | Repsol Honda Team    | 17       | 1           | 6      | 3    | 2    | 206  | 3rd      | –       |
| 2006      | MotoGP   | Honda RC211V    | Repsol Honda Team    | 17       | 2           | 10     | 1    | 2    | 252  | 1st      | 1       |
| 2007      | MotoGP   | Honda RC212V    | Repsol Honda Team    | 18       | 0           | 3      | 1    | 1    | 127  | 8th      | –       |
| 2008      | MotoGP   | Honda RC212V    | Repsol Honda Team    | 16       | 0           | 2      | 0    | 1    | 155  | 6th      | –       |
| 2009      | MotoGP   | Ducati GP9      | Ducati Marlboro Team | 17       | 0           | 1      | 0    | 0    | 104  | 13th     | –       |
| 2010      | MotoGP   | Ducati GP10     | Ducati Team          | 18       | 0           | 1      | 0    | 0    | 163  | 7th      | –       |
| 2011      | MotoGP   | Ducati GP11     | Ducati Team          | 17       | 0           | 1      | 0    | 1    | 132  | 8th      | –       |
| 2012      | MotoGP   | Ducati GP12     | Ducati Team          | 16       | 0           | 0      | 0    | 0    | 122  | 9th      | –       |
| 2013      | MotoGP   | Ducati GP13     | Ducati Team          | 18       | 0           | 0      | 0    | 0    | 126  | 9th      | –       |
| 2014      | MotoGP   | Honda RCV1000R  | Drive M7 Aspar       | 13       | 0           | 0      | 0    | 0    | 47   | 16th     | –       |
| 2015      | MotoGP   | Honda RC213V-RS | Aspar MotoGP Team    | 18       | 0           | 0      | 0    | 0    | 16   | 20th     | –       |
| 2016      | MotoGP   | Honda RC213V    | EG 0,0 Marc VDS      | 2        | 0           | 0      | 0    | 0    | 1    | 26th     | –       |
| 2016      | MotoGP   | Honda RC213V    | Repsol Honda Team    | 2        | 0           | 0      | 0    | 0    | 1    | 26th     | –       |
| Tổng cộng |          |                 |                      | 218      | 3           | 28     | 5    | 7    | 1698 |          | 1       |

#### Theo giải đua
| Giải đua  | Mùa giải  | Chặng đua đầu tiên | Podium đầu tiên | Chiến thắng đầu tiên | Số chặng | Chiến thắng | Podium | Pole | FLap | Điểm  | Vô địch |
| --------- | --------- | ------------------ | --------------- | -------------------- | -------- | ----------- | ------ | ---- | ---- | ----- | ------- |
| MotoGP    | 2003–2016 | 2003 Japan         | 2003 Pacific    | 2005 United States   | 218      | 3           | 28     | 5    | 7    | 1,698 | 1       |
| Tổng cộng | 2003–2016 |                    |                 |                      | 218      | 3           | 28     | 5    | 7    | 1,698 | 1       |

#### Kết quả chi tiết
(key) (Races in bold indicate pole position; races in italics indicate fastest lap)
| Năm  | Giải đua | Xe     | 1       | 2       | 3       | 4       | 5       | 6       | 7       | 8      | 9       | 10      | 11      | 12      | 13      | 14      | 15      | 16      | 17      | 18      | Xếp hạng | Điểm |
| ---- | -------- | ------ | ------- | ------- | ------- | ------- | ------- | ------- | ------- | ------ | ------- | ------- | ------- | ------- | ------- | ------- | ------- | ------- | ------- | ------- | -------- | ---- |
| 2003 | MotoGP   | Honda  | JPN 7   | RSA 7   | SPA Ret | FRA 12  | ITA 12  | CAT 9   | NED 11  | GBR 8  | GER 5   | CZE 6   | POR 9   | RIO 5   | PAC 3   | MAL 4   | AUS 3   | VAL 16  |         |         | 5th      | 130  |
| 2004 | MotoGP   | Honda  | RSA 5   | SPA 5   | FRA 11  | ITA Ret | CAT Ret | NED 5   | RIO 3   | GER 3  | GBR 4   | CZE Ret | POR     | JPN Ret | QAT 5   | MAL 4   | AUS 6   | VAL Ret |         |         | 8th      | 117  |
| 2005 | MotoGP   | Honda  | SPA Ret | POR 7   | CHN 9   | FRA 6   | ITA 6   | CAT 5   | NED 4   | USA 1  | GBR Ret | GER 3   | CZE 5   | JPN 7   | MAL 4   | QAT 3   | AUS 2   | TUR 3   | VAL 2   |         | 3rd      | 206  |
| 2006 | MotoGP   | Honda  | SPA 3   | QAT 2   | TUR 3   | CHN 2   | FRA 5   | ITA 3   | CAT 2   | NED 1  | GBR 7   | GER 3   | USA 1   | CZE 9   | MAL 4   | AUS 5   | JPN 5   | POR Ret | VAL 3   |         | 1st      | 252  |
| 2007 | MotoGP   | Honda  | QAT 8   | SPA 7   | TUR 7   | CHN 12  | FRA Ret | ITA 10  | CAT 11  | GBR 17 | NED 3   | GER 3   | USA Ret | CZE 3   | RSM 13  | POR 4   | JPN 9   | AUS Ret | MAL 9   | VAL 8   | 8th      | 127  |
| 2008 | MotoGP   | Honda  | QAT 10  | SPA 4   | POR Ret | CHN 6   | FRA 8   | ITA 13  | CAT 8   | GBR 7  | NED 4   | GER 13  | USA 5   | CZE     | RSM DNS | INP 2   | JPN 5   | AUS 3   | MAL 4   | VAL 5   | 6th      | 155  |
| 2009 | MotoGP   | Ducati | QAT 12  | JPN Ret | SPA 15  | FRA 12  | ITA 12  | CAT 10  | NED 8   | USA 5  | GER 8   | GBR 15  | CZE 6   | INP 3   | RSM Ret | POR 8   | AUS 15  | MAL 5   | VAL 5   |         | 13th     | 104  |
| 2010 | MotoGP   | Ducati | QAT 4   | SPA 4   | FRA 4   | ITA Ret | GBR 4   | NED 7   | CAT 8   | GER 7  | USA 5   | CZE 6   | INP 6   | RSM Ret | ARA 3   | JPN 12  | MAL 6   | AUS 4   | POR 5   | VAL Ret | 7th      | 163  |
| 2011 | MotoGP   | Ducati | QAT 9   | SPA 3   | POR 9   | FRA 7   | CAT 8   | GBR 4   | NED 5   | ITA 10 | GER 8   | USA 7   | CZE 7   | INP 14  | RSM Ret | ARA 7   | JPN 7   | AUS 7   | MAL C   | VAL Ret | 8th      | 132  |
| 2012 | MotoGP   | Ducati | QAT 6   | SPA 8   | POR 11  | FRA 6   | CAT 9   | GBR 7   | NED 6   | GER 10 | ITA 7   | USA 6   | INP DNS | CZE     | RSM 7   | ARA Ret | JPN 8   | MAL 4   | AUS 8   | VAL Ret | 9th      | 122  |
| 2013 | MotoGP   | Ducati | QAT 8   | AME 9   | SPA 7   | FRA 5   | ITA 6   | CAT Ret | NED 11  | GER 9  | USA 8   | INP 9   | CZE 8   | GBR 8   | RSM 9   | ARA 9   | MAL Ret | AUS 7   | JPN 9   | VAL 8   | 9th      | 126  |
| 2014 | MotoGP   | Honda  | QAT 8   | AME 11  | ARG 11  | SPA 11  | FRA Ret | ITA DNS | CAT 12  | NED 17 | GER 14  | INP     | CZE     | GBR     | RSM     | ARA 9   | JPN 14  | AUS 10  | MAL Ret | VAL 13  | 16th     | 47   |
| 2015 | MotoGP   | Honda  | QAT 17  | AME 13  | ARG 16  | SPA 17  | FRA 11  | ITA Ret | CAT Ret | NED 16 | GER 16  | INP 16  | CZE 17  | GBR 12  | RSM 17  | ARA 15  | JPN 13  | AUS Ret | MAL 16  | VAL 17  | 20th     | 16   |
| 2016 | MotoGP   | Honda  | QAT     | ARG     | AME     | SPA     | FRA     | ITA     | CAT     | NED    | GER     | AUT     | CZE     | GBR     | RSM     | ARA 15  | JPN     | AUS 17  | MAL     | VAL     | 26th     | 1    |